# Stichting Vajra
Stichting Vajra is een Nederlandse medefinancieringsorganisatie en niet-gouvernementele organisatie (NGO) voor ontwikkelingssamenwerking. Zij richt zich op de realisatie van de acht Millenniumdoelstellingen van de Verenigde Naties in Nepal, door middel van kleinschalige armoedebestrijding, gezondheidszorg, onderwijs en zorg voor het milieu. Daarnaast levert zij een bijdrage aan het draagvlak voor ontwikkelingssamenwerking door samen te werken met onderwijsinstituten, zoals de Technische Universiteit Delft, de Universiteit Twente, de Vrije Universiteit Amsterdam en Fontys Hogescholen in Tilburg.
Vajra is in 1997 opgericht door bioloog Maarten Olthof. Door zijn werk bij SNP Natuurreizen raakte hij betrokken bij Nepal. Het Nederlandse bestuur houdt zich bezig met fondsenwerving en technische ondersteuning van de projecten. Het werkt nauw samen met de zusterorganisatie Vajra Foundation Nepal, dat een volledig Nepalees bestuur heeft. De Nepalese stichting verzorgt de aanvragen en de uitvoering van de projecten. Alle medewerkers, zowel in Nederland als in Nepal, werken geheel op vrijwillige basis.

## Projecten
De nadruk van de projecten ligt op afgelegen gebieden nabij de grens met Tibet. Vajra streeft ernaar de projecten na de start zelfstandig te laten draaien.
Naast ambulante poliklinieken is een ziekenhuis met een operatiekamer, röntgenafdeling en ziekenzaal met tien bedden geopend, en zijn een watervoorziening en latrines aangelegd. De aardbeving van 2015 heeft het ziekenhuis echter weggevaagd. Sindsdien houdt een andere hulporganisatie zich bezig met de gezondheidszorg in het gebied, en richt Vajra Nederland zich vooral op de herbouw van ingestorte scholen en de uitbreiding van de Vajra-academie in de Kathmanduvallei. Deze academie, met een zonnestoomkeuken, biogasinstallatie, melkveehouderij en biologische tuinen is de eerste in zijn soort. In 2016 werd de academie door de Ashoka Foundation erkend als een 'Changemaker School'.
In samenwerking met Simavi is een groot gezondheidsvoorlichtingsproject opgezet waarbij moeder-kindzorg speciale aandacht krijgt, en samen met de Technische Universiteit Delft zijn scholen en een internaat voor de leerlingen gebouwd. Voor de vrouwen zijn een geitenfokkerij en moestuin opgezet; de gebruiksters hiervan krijgen een microkrediet en een opleiding.
In de kampen voor vluchtelingen van Nepalese afkomst die uit Bhutan zijn verdreven, heeft Vajra het grootste zonneovenproject ter wereld opgezet en hooikisten geïntroduceerd, zodat men niet langer hoeft te koken op illegaal gekapt hout.

## Huldiging
Op 10 september 2023 ontving Maarten Olthof uit handen van de Nepalese ambassadeur in Nederland een Token of love voor het werk dat Stichting Vajra in de afgelopen 25 jaar voor Nepal heeft gedaan.